# 侯先光
侯 先光（こう せんこう、英語: Hou Xian-guang、もしくはXianguang、1949年3月26日 - ）は、中国の古生物学者。雲南大学の教授。
中国のカンブリア紀において、古生物の研究などを行い、重要な発見をした。雲南省澄江市でカンブリア紀の堆積物(現在の澄江動物群)から動物化石を初めて発見し、カンブリア紀の様々な生物が集合している地域である澄江動物群の存在を確立されるのにつながった。
「この（20）世紀で最も壮大なものの一つ」と評された澄江動物群の発見は、いわゆるカンブリア爆発において、動物形態（異なる門）がどのように発生し進化してきたかについての理解を深めることになった。
主な受賞歴としては中国科学院から1997年に自然科学大賞、中国の国家科学技術賞の最高峰である自然科学一級賞を2003年に受賞。またほかにも様々な機関から受賞をしている。これに対して雲南大学は「（侯の）発見と研究によって世界的に高い評価を得た」と発言している。

## 概要
侯は、中国江蘇省分香で、学校教師のクン・ホウと妻のルイ・フェンの間に生まれた。徐州市第一中学校を卒業し、1973年から南京大学で地質学を学び、1977年に卒業した。1977年から1998年まで、南京大学で地質学の教師を務める。その後、古生物学の修士課程に進み、1981年に修士号を取得した。1992年、博士号を取得するためにスウェーデンのウプサラ大学に入学し、1997年に博士号を取得した。侯はウプサラ大学にいる間に中国南西部のカンブリア紀後期の節足動物についての論文を書いた（後にA Monograph of the Bradoriid Arthropods from the Lower Cambrian of SW Chinaという題名で発表・注目された）。
ウプサラ大学において1994年に助教授、1997年に教授に昇進し、1992年に中国科学院の南京地質古生物学研究所で理学修士号を取得した侯は、昆明の雲南大学に移って古生物学の教授に就任し、2000年から雲南古生物学重点実験室を所長として率いることとなる。

### 私生活
侯は、学校教師のQing Liuと結婚し、娘Minをもうけた。雲南省昆明市に住んでいる。

## 著書
- The Chengjiang Fauna: Exceptionally Well-preserved Fauna from 530 Million Years Ago (1999)[3]
- A Monograph of the Bradoriid Arthropods from the Lower Cambrian of SW China (2002)[7]
- The Cambrian Fossils of Chengjiang, China: The Flowering of Early Animal Life (first edition 2004,[8] second 2017)[9]

## 受賞歴
侯は1997年に中国科学院の自然科学大賞、2003年に中国国務院の国家科学技術賞の最高峰の一つである自然科学一級賞、2004年に中国の古生物科学賞を受賞した。 2006年に香港のホーリョンホーリー財団から古生物・考古学賞、2017年に「雲南の有力科学技術人材」に認定され、科学技術革新賞を受賞。